# Разали Эндун
Разали Эндун (малайск.  Haji Razali Bin Endun ) (7 марта 1942, Бертам-Малим, Малакка – 12 января 2017, Аир-Керох, Малакка) - малайзийский писатель.

## Краткая биография
Окончил среднюю школу в Малакке. Занимался мелким бизнесом в области торговли. Был сторонником движения реформ бывшего заместителя премьер-министра Малайзии Анвара Ибрагима. В 2011 году выступал в поддержку повести Абдуллаха Хуссейна “Интерлок”  которая была исключена из списка обязательной литературы для учащихся средних школ в 2010 году .

## Творчество
Начал писать с 1960-х гг. Печатался в ведущих литературных журналах и газетах. В 1999-2000 гг. – редактор журнала «Тамадун» (Цивилизация). Всего опубликовал более 10 повестей и сборников рассказов остросоциального содержания. В них поднимались важные проблемы сельской и городской жизни современной Малайзии. Один из организаторов объединения «Деятели искусства с народом» (Пакси) (2008).

## Награды
- Поощрительный приз на конкурсе на  лучшую повесть Нового Тысячелетия Совета по языку и литературе Малайзии (2001, «Переезд»);
- Литературная премия «Утусан-Эксон» (2006, рассказ «Гроб 152»);
- Литературная премия группы «Утусан» за лучший рассказ для юношества (2006, «Наследие сандала»);
- Поощрительный приз на конкурсе написания повести по истории Джохора (2010, «Хроника матери»);
- Главная литературная премия Малайзии (2014, повесть «Бабушка»)

## Семья
- Дочери Сери Диана Разали и Деви Разали; сыновья Ризал Разали и Шах Разали.

## Публикации
- Anwar Ibrahim: Doa & air mata (Анвар Ибрагим: молитвы и слёзы). [Kuala Lumpur]: [Penerbitan Muttaqin], [2001] ISBN 9789834063603.
- Dua Era. Kumpulan Cerpen (Две эры. Сборник рассказов). Batu Caves, Selangor: Badan Penulis & Karywawan Kreatif, 2002.
- Gelodak. Antologi Puisi (Буйство. Поэтическая антология).  Batu Caves, Selangor: Badan Penulis & Karyawan Kreatif, 2003 ISBN 9789834111816 (совместно с другими).
- Perpindahan (Переезд). Kuala Lumpur: Dewan Bahasa dan Pustaka, 2003  ISBN 9836279717.
- Bumi Merah: The Fall Of Baghdad. Novel (Красная земля: падение Багдада. Повесть). Batu Caves, Selangor: Badan Penulis & Karyawan Kreatif, 2004  ISBN 9789834111823.
- Meniti Gelombang. Novel (Шагая по волнам. Повесть). Batu Caves, Selangor: Badan Penulis & Karyawan Kreatif, 2004.
- Mengapai Puncak (Достигнуть вершины). Kuala Lumpur: Dewan Bahasa dan Pustaka, 2007 ISBN 9789836294807.
- Pusaka Cendana (Наследие сандала).  Kuala Lumpur: Prin-AD SDN Bhd, 2007 ISBN 9789676120561 (совместно с Nor Azah Abd Aziz, Rozlan Mohamed Noor, Muhd Nasruddin Dasuki, Wahba, Rohani Deraman, S.M. Zakir,  Muhammad Ali Atan, Nasriah Abdul Salam, Rozais al-Anamy, Serunai Faqir).
- 50 tahun politik orang Melayu: apa yang kita cari?(50 лет политики малайцев: что мы ищем?). [Batu Caves, Selangor Darul Ehsan]: Badan Penulis dan Karyawan Kreatif, 2008.
- Anum Ranum. Kumpulan Cerpen (Перезрелая Анум). Batu Caves, Selangor Darul Ehsan: Tengas Communication, 2010  ISBN 9789834111854.
- Cinta AF (Любовь АФ). Batu Caves, Selangor Darul Ehsan: Penerbitan Fikir Enterprise (Pikir), 2011.
- Gelora Belantara (Волнение джунглей).  Kuala Lumpur: Dewan Bahasa dan Pustaka, 2011  ISBN  9789834607.
- Tawarikh Ibu. (Хроника матери). Johor Baru: Yayasan Warisan Johor, 2013 ISBN 9789675361128.
- Nenek (Бабушка). Kuala Lumpur: Institut Terjemahan & Buku Malaysia, 2014 ISBN 9789674305796.
- SIPENA: Himpunan Karya Pemenang Hadiah Sastera Selangor kini 2015 (Его величество Перо: сборник произведений победителей Литературной премии Селангора 2015 года). Kuala Lumpur: Institut Terjemahan dan Buku Malaysia, 2016 ISBN 9789674603311 (совместно с Arafat Hambali, Ismail Suhadi, Roslan Jomel, Hazayani Zakaria, Hadi Jaafar, Aziz Zabidi , Karl Agan).

## Память
- 15 мая 2017 года организация «Деятели искусства с народом» (Пакси) провела в Шах-Аламе вечер памяти Разали Эндуна.